# 鲍二家的
鲍二家的，是小说《红楼梦》中的人物之一。荣国府男仆鲍二的妻子，首次出场于第四十四回。王熙凤过生日，贾琏趁机叫来鲍二家的来偷情，被回来换衣服的王熙凤当场捉奸。后突然自杀，她娘家人要告官，被贾琏花钱并托人安抚方告平息。因为她自杀得突然，有读者怀疑为他杀或者逼迫“自杀”，是红学疑案之一。
在不同版本的《红楼梦》第六十四回中，再度出场的鲍二夫妇身份出现分歧。一是，诸版本中的描写，做为宁国府仆人的夫妇二人被贾珍派给贾琏，预备服侍尤二姐。此鲍二可能是娶了新夫人，或者是另外一个鲍二。二是，程甲本《红楼梦》中独有的描写。鲍二夫妇仍是荣国府仆人身份，鲍二媳妇是续娶的多姑娘。多姑娘原为多浑虫之妻，丧夫再嫁，且早与贾琏通奸。

## 备注
1. ↑  梦稿、蒙府、戚序、甲辰本《红楼梦》[1]第六十四回：次日命人请了贾琏到寺中来，贾珍当面告诉了他尤老娘应允之事。贾琏自是喜出望外……贾珍又给了一房家人，名叫鲍二，夫妻两口，以备二姐过来时伏侍。那鲍二两口子听见这个巧宗儿，如何不来呢？
2. ↑  程甲本《红楼梦》[1]第六十四回：忽然想起家人鲍二来，当初因和他女人偷情，被凤姐儿打闹了一阵，含羞吊死了，贾琏给了一百银子，叫他另娶一个。那鲍二向来却就合厨子多浑虫的媳妇多姑娘有一手儿，后来多浑虫酒痨死了，这多姑娘儿见鲍二手里从容了，便嫁了鲍二。况且这多姑娘儿原也和贾琏好的，此时都搬出外头住着。贾琏一时想起来，便叫了他两口儿到新房子里来，预备二姐儿过来时伏侍。那鲍二两口子听见这个巧宗儿，如何不来呢。